# Arma (gesto)

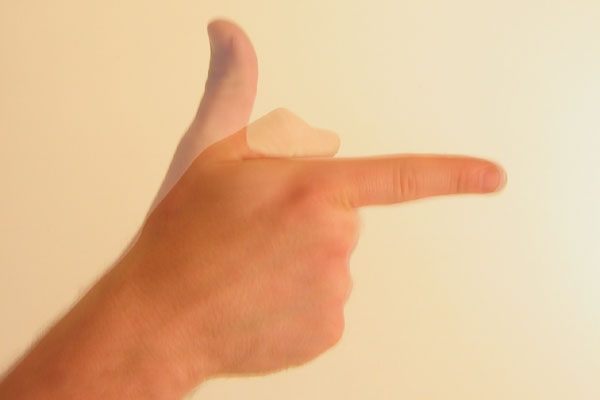

Arma com os dedos é um gesto com a mão, em que a mão é usada para imitar uma arma de fogo (revólver ou pistola), levantando o polegar acima de seu punho para que o primeiro aja como um percussor e estendendo um ou dois dedos perpendicularmente para que ajam como o cano. O dedo médio também pode atuar como o dedo do gatilho.
É também utilizado às vezes, ao colocar a "arma" para o lado da própria cabeça ou sob o queixo, como se estivesse cometendo suicídio.
Em alguns casos em que o gesto foi utilizado, crianças e adolescentes foram punidos ou retirados da escola por fazerem o gesto, isso ocorre porque as  autoridades interpretam como um sinal para uma ameaça de violência real, enquanto outros interpretam como um apoio inaceitável da violência armada no geral.  Isso têm sido frequentemente identificado como "ridículo" por alguns comentaristas. 

## Política

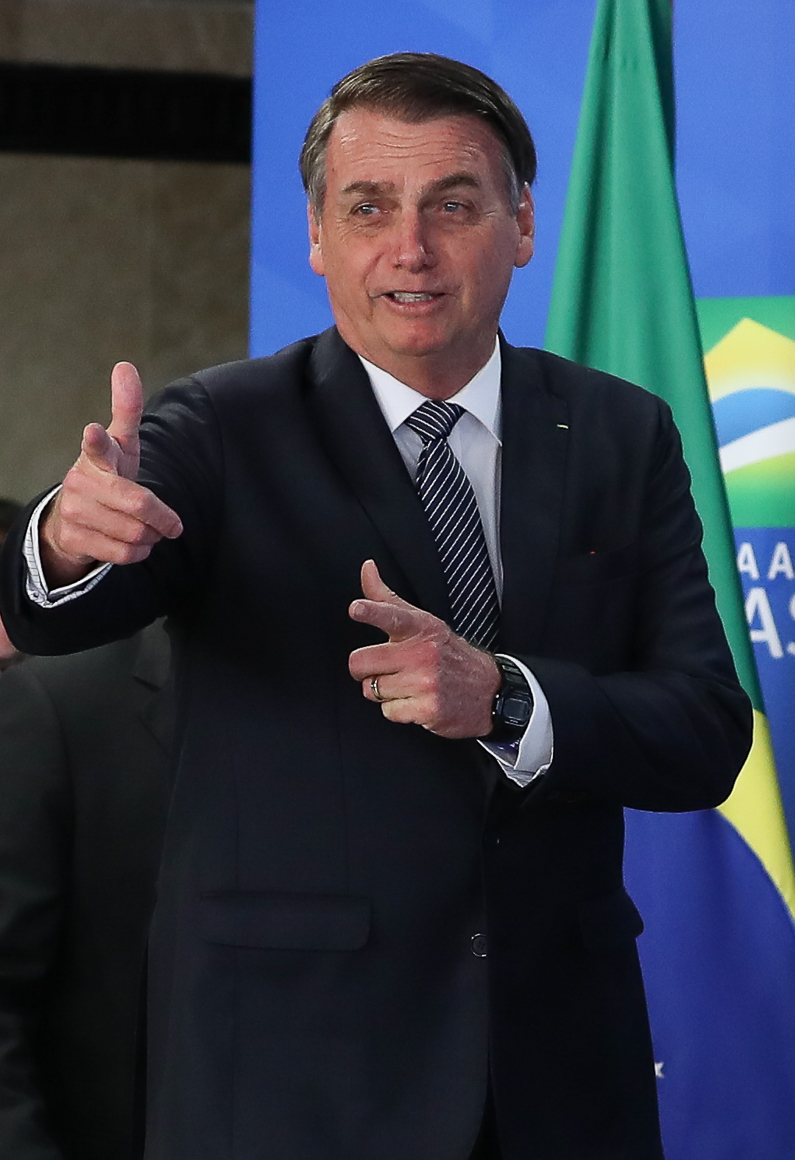
Bolsonaro é conhecido por seu gesto de arma, que ele usou durante sua campanha presidencial.

Jair Bolsonaro utilizou o gesto como símbolo de sua campanha que o tornou presidente do Brasil em 2018. Por alguns considerado desrespeitoso e inadequado, principalmente por incentivar crianças e jovens menores a repetirem o gesto, foi até mesmo utilizado pelo seu Governo em divulgação oficial, em eventos internacionais e religiosos:
Bolsonaro posa com gesto de arma com Mauricio Macri.
Instagram oficial do Governo Federal utiliza o gesto de arma em comunicação. (11/05/2019)